# エッシー・メイ・ワシントン＝ウィリアムズ
エッシー・メイ・ワシントン＝ウィリアムズ（Essie Mae Washington-Williams、1925年10月12日 - 2013年2月4日）は、アメリカ合衆国の教師、著作家、作家。 彼女は、元サウスカロライナ州知事（1947年–1951年）であり、人種隔離政策への賛同で知られるアメリカ合衆国上院議員のストロム・サーモンドの長女として最もよく知られている。混血の彼女は、サーモンド家の家政婦として働いていた16歳のアフリカ系アメリカ人の少女、キャリー・バトラーと、当時22歳で未婚だったサーモンドの間に産まれた。ワシントン＝ウィリアムズは母親の姉妹の家で育ち、1938年に母親と会うまで実の両親については知らなかった:13。